# Aleksandr Riabkin
Aleksandr Riabkin (del ruso: Александр Рябкин) es un ciclista ruso nacido el 1 de mayo de 1989 en Ekaterimburgo (Óblast de Sverdlovsk, Rusia).
Debutó en 2009 en el equipo ruso Lokomotiv, año tras el cual volvió a la categoría amateur. En 2011 volvió a dar el salto a profesionales con el equipo Caja Rural, equipo al que pertenece en la actualidad.

## Palmarés
2009 (como amateur)
- Vuelta a Segovia
- 1 etapa de la Volta a Tarragona

2010 (como amateur)
- Vuelta a Portugal del Futuro
- 1 etapa de la Vuelta a Zamora

## Equipos
- Lokomotiv (2009)
- Caja Rural (2011)